# دی‌فنیل‌بوتیل‌پیپریدین

ساختار شیمیایی پایه داروهای ضد روان پریشی دی‌فنیل‌بوتیل‌پیپریدین.

دی‌فنیل‌بوتیل‌پیپریدین‌ها(به انگلیسی: Diphenylbutylpiperidine) دسته‌ای از داروهای ضدروان‌پریشی تیپیکال هستند که همگی توسط شرکت دارویی جانسن فارماسیوتیکا سنتز، توسعه و به بازار عرضه شده‌اند.

این داروها عبارتند از:
- کلوپیموزید (R-29,764)
- فلوسپیریلن (ردپتین)
- پنفلوریدول (Semap , Micefal , Longoperidol)
- پیموزاید (Orap)